# انتقام روبیک
روبیک 4x4

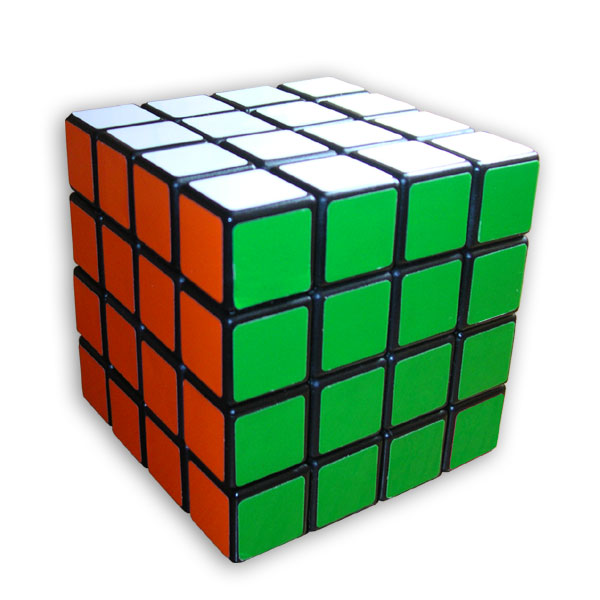
روبیک 4x4x4 در حالت حل شده

انتقام روبیک نام دیگر روبیک 4x4x4 می‌باشد. این روبیک در سال ۱۹۸۱ توسط Péter Sebestény ابداع شد و برای اینکه توجه علاقه‌مندان به روبیک را جلب کند نام این روبیک را انتقام روبیک گذاشت. برعکس روبیک‌های 3x3x3 این روبیک دارای مرکز ثابت نمی‌باشد و قطعه‌های وسط آزادانه به هر طرف چرخانده می‌شوند. این روبیک در کل از ۵۶ مکعب کوچکتر تشکیل شده است. ۲۴ قطعه در وسط که هر کدام یک رنگ را نشان می‌دهند، ۲۴ قطعه در لبه‌ها که هر کدام دو رنگ را نشان می‌دهند و هشت قطعه در گوشه‌ها که هر کدام سه رنگ را نشان می‌دهند.

## راه حل
برای حل این روبیک راه حل‌های مختلفی وجود دارد. آسانترین روش تبدیل این روبیک به 3x3x3 می‌باشد. به این شکل که ابتدا قطعه‌های وسط هم رنگ می‌شوند، سپس لبه‌ها هم رنگ و جفت شده. پس از آن دقیقاً مانند روبیک 3x3x3 می‌توان این روبیک را حل کرد.

## رکوردها
رکورد داران این روبیک در جهان این افراد هستند:
1. Sebastian Weyer با زمان 17.42
  1. با زمان ۲۱٫۹۷ ثانیه از آلمان (۲۰۱۴)
2. Max Park با زمان ۲۳٫۸۴ ثانیه از آمریکا (۲۰۱۶)
3. Seung Hyuk Nahm با زمان ۲۴٫۵۷ ثانیه از کره (۲۰۱۶)
4. Mats Valk با زمان ۲۴٫۶۳ ثانیه از هلند (۲۰۱۶)[۱]

## جستارها
مکعب جیبی
مکعب روبیک
روبیک پروفسورها